# محمد سيني
محمد سيني (بالفرنسية: Saer Sene)‏ مواليد 12 مايو 1986، هو لاعب كرة سلة سنغالي بدأ مسيرته الاحترافية في سنة 2005 حيث تم اختياره من قبل فريق سياتل سوبرسونيكس خلال الدرافت. يبلغ طوله 7 قدم 0 بوصة (2.1 م).

## فرق لعب لها
- نيويورك نيكس
- بي سي إم جرافيلين
- بالونكيستو فوينلابرادا

## إحصائيات المسيرة

### الموسم الاعتيادي
| السنة   | الفريق               | لعب | بدأ | دقيقة | ميداني% | ثلاثية | حرة   | ارتداد | صنع | استلاب | تصدي | نقطة |
| ------- | -------------------- | --- | --- | ----- | ------- | ------ | ----- | ------ | --- | ------ | ---- | ---- |
| 2006–07 | سياتل سوبرسونيكس     | 28  | 3   | 6.0   | .367    | .000   | .586  | 1.6    | .0  | .1     | .4   | 1.9  |
| 2007–08 | سياتل سوبرسونيكس     | 13  | 0   | 4.8   | .458    | .000   | .471  | 1.2    | .1  | .0     | .5   | 2.3  |
| 2008–09 | أوكلاهوما سيتي ثاندر | 5   | 0   | 4.6   | .714    | .000   | .778  | 1.8    | .0  | .2     | .4   | 3.4  |
| 2008–09 | نيويورك نيكس         | 1   | 0   | 6.0   | .500    | .000   | 1.000 | 5.0    | .0  | .0     | 1.0  | 3.0  |
| المسيرة |                      | 47  | 3   | 5.5   | .427    | .000   | .589  | 1.6    | .0  | .1     | .5   | 2.2  |

## روابط خارجية
- محمد سيني على موقع الاتحاد الدولي لكرة السلة (الإنجليزية)
- محمد سيني على موقع إن بي أي (الإنجليزية)
- محمد سيني على موقع سبورتس رفرنس (الإنجليزية)
- محمد سيني على موقع الدوري الإسباني لكرة السلة (الإسبانية)
- محمد سيني على موقع كرة السلة الأوروبية.كوم (الإنجليزية)
- محمد سيني على موقع DraftExpress.com (الإنجليزية)
- محمد سيني على موقع ريلجم (الإنجليزية)
- محمد سيني على موقع بروبوليرز (الإنجليزية)
- محمد سيني على موقع سبورتس رفرنس (الإنجليزية)
- محمد سيني على موقع سبورتس رفرنس (الإنجليزية)